# Amblin Television
Amblin Television es la división de producción de televisión de Amblin Partners. Fue establecida en 1984 por Amblin Entertainment como un brazo de producción de pantalla chica para la serie de antología Amazing Stories de Steven Spielberg para NBC.  La compañía ha producido series de televisión que incluyen Tiny Toon Adventures, Animaniacs, SeaQuest DSV, ER, Falling Skies y The Americans.
En 2012, DreamWorks Television, productora de series como Spin City, Taken, Band of Brothers, The Pacific, United States of Tara, Smash y la película de HBO All the Way, se fusionó con Amblin Television. Desde entonces, la compañía combinada ha producido programas de televisión que incluyen The Borgias, Under the Dome, The Haunting y Roswell, New Mexico.

## Historia
En las décadas de 1980 y 1990, Amblin Television produjo series de televisión, especiales, películas hechas para televisión y por cable, y programación infantil animada como Tiny Toon Adventures y Animaniacs, junto con adaptaciones de series de televisión basadas en las películas populares de Amblin como Back to the Future, An American Tail, Casper y Men in Black. En la década de 1990, también se aventuraron en la producción de series de acción en vivo con Harry and the Hendersons, SeaQuest DSV y Earth 2. La serie de televisión fundamental de larga duración ER, producido por Amblin Television y con la producción ejecutiva de Steven Spielberg, se emitió por primera vez en 1994 y duró 15 temporadas hasta 2009. La compañía también ingresó al mercado de la transmisión de televisión con especiales y series que incluyen el documental Five Came Back y The Haunting, ambos para Netflix.
En 2012, DreamWorks Television se fusionó con Amblin Television; la primera fue fundada por Steven Spielberg y los socios de DreamWorks SKG Jeffrey Katzenberg y David Geffen en 1996. Poco después de la fusión de DreamWorks, Darryl Frank y Justin Falvey fueron nombrados copresidentes de Amblin Televisión. Bajo su liderazgo, la compañía desarrollaría y produciría varias series, incluidas The Americans. The Haunting y Smash.

## Series de televisión actuales
| Título                         | Años de emisión | Canal original | Notas |
| ------------------------------ | --------------- | -------------- | --- |
| Roswell, New Mexico            | 2019–presente   | The CW         | Coproducción entre CBS Television Studios y Warner Bros. Television                                       |
| Amazing Stories                | 2020–presente   | Apple TV+      | Coproducción com ABC Studios, Kitsis/Horowitz y Universal Television                                      |
| Jurassic World Camp Cretaceous | 2020–presente   | Netflix        | Coproducción con Universal Pictures y DreamWorks Animation Television creditado como Amblin Entertainment |
| Animaniacs                     | 2020–presente   | Hulu           | Coproducción con Warner Bros. Animation                                                                   |
| Resident Alien                 | 2021–presente   | Syfy           | Coproducción con Jocko Productions, Universal Content Productions y Dark Horse Entertainment              |
| Halo                           | 2022–presente   | Paramount+     | Coproducción con Chapter Eleven, One Big Picture, 343 Industries y Showtime Networks                      |
| Billy the Kid                  | 2022–presente   | Epix           | Coproducción con One Big Picture, De Line Pictures, MGM Television y Epix Studios                         |

## Futuros proyectos
| Título                           | Años de emisión | Canal original/Servicio de streaming | Notas                                                                          |
| -------------------------------- | --------------- | ------------------------------------ | ------------------------------------------------------------------------------ |
| Gremlins: Secrets of the Mogwail | 2023            | Cartoon Network HBO Max              | Coproducción con Warner Bros. Animation                                        |
| Tiny Toons Looniversity          | 2023            | Cartoon Network HBO Max              | Coproducción con Warner Bros. Animation                                        |
| Masters of the Air               | TBA             | Apple TV+                            | Coproducción con Playtone                                                      |
| Our Time                         | TBA             | Disney+                              | Coproducción con Warner Bros. Television, ABC Signature y The Donners' Company |

## Antiguas series de televisión
| #  | Título                                  | Año de emisión | Canal original    | Notas |
| -- | --------------------------------------- | -------------- | ----------------- | --- |
| 1  | Amazing Stories                         | 1985–1987      | NBC               | Coproducción con Universal Television creditado como Amblin Entertainment                                                                                       |
| 2  | Tiny Toon Adventures                    | 1990–1992      | Fox Kids          | Coproducción con Warner Bros. Animation creditado como Amblin Entertainment                                                                                     |
| 3  | Harry and the Hendersons                | 1991–1993      | Sindicación       | distribuido por MCA TV creditado como Amblin Entertainment |
| 4  | Back to the Future: The Animated Series | 1991–1992      | CBS               | Coproducción con Universal Cartoon Studios |
| 5  | The Young Indiana Jones Chronicles      | 1992–1993      | ABC               | Coproducción con Paramount Television y Lucasfilm creditado como Amblin Entertainment                                                                           |
| 6  | Fievel's American Tails                 | 1992           | CBS               | Coproducción con Universal Cartoon Studios y Nelvana |
| 7  | The Plucky Duck Show                    | 1992           | Fox Kids          | Coproducción con Warner Bros. Animation creditado para Amblin Entertainment                                                                                     |
| 8  | Family Dog                              | 1993           | CBS               | Coproducción con Universal Television, Warner Bros. Television, Tim Burton Productions y Nelvana                                                                |
| 9  | seaQuest DSV                            | 1993–1996      | NBC               | Coproducción con Universal Television |
| 10 | Animaniacs                              | 1993–1998      | Fox Kids/Kids' WB | Coproducción con Warner Bros. Animation creditado para Amblin Entertainment                                                                                     |
| 11 | ER                                      | 1994–2009      | NBC               | Coproducción con Warner Bros. Television and Constant C Productions                                                                                             |
| 12 | Earth 2                                 | 1994–1995      | NBC               | Coproducción con Universal Television |
| 13 | Fudge                                   | 1995–1996      | ABC/CBS           | Coproducción con MTE, 1996–1997 para UTE |
| 14 | Fenomenoide!                            | 1995–1997      | Kids' WB          | Coproducción com Warner Bros. Animation creditado para Amblin Entertainment                                                                                     |
| 15 | Pinky and the Brain                     | 1995–1998      | Kids' WB          | Coproducción con Warner Bros. Animation creditado para Amblin Entertainment                                                                                     |
| 16 | Casper                                  | 1996–1998      | Fox Kids          | Coproducción con Universal Cartoon Studios y The Harvey Entertainment Company                                                                                   |
| 17 | Men in Black: The Series                | 1997–2001      | Kids' WB          | Coproducción com Columbia TriStar Television y Adelaide Productions creditado para Amblin Entertainment                                                         |
| 18 | Pinky, Elmira y Cerebro                 | 1998–1999      | Kids' WB          | Coproducción con Warner Bros. Animation creditado como Amblin Entertainment                                                                                     |
| 19 | The Land Before Time                    | 2007–2008      | Cartoon Network   | Coproducción con Universal Animation Studios creditado para Amblin Entertainment                                                                                |
| 20 | On the Lot                              | 2007           | FOX               | Coproducción con DreamWorks Television y Mark Burnett Productions                                                                                               |
| 21 | Falling Skies                           | 2011–2015      | TNT               | distribuido por Warner Bros. Television; reemplazo a producir por DreamWorks Television entre las temporadas 1–3                                                |
| 22 | The Borgias                             | 2011–2013      | Showtime          | Coproducción con Showtime Networks, distribuido por CBS (temporadas 2-3)                                                                                        |
| 23 | Terra Nova                              | 2011           | FOX               | Coproducción con 20th Century Fox Television |
| 24 | The River                               | 2012           | ABC               | Coproducción con DreamWorks Television, ABC Studios y Blumhouse Productions                                                                                     |
| 25 | The Americans                           | 2013–2018      | FX                | Coproducción con Nemo Films, Fox 21 Television Studios y FXP; Amblin reemplazo a DreamWorks Television en la temporada 2 después de la disolución de la empresa |
| 26 | Under the Dome                          | 2013–2015      | CBS               | Coproducción con CBS Television Studios y Baer Bones Productions                                                                                                |
| 27 | Lucky 7                                 | 2013           | ABC               | Coproducción con ABC Studios |
| 28 | Extant                                  | 2014–2015      | CBS               | Coproducción con CBS Television Studios |
| 29 | Red Band Society                        | 2014–2015      | FOX               | Coproducción con Filmax y ABC Studios |
| 30 | The Whispers                            | 2015           | ABC               | Coproducción con ABC Studios |
| 31 | Public Morals                           | 2015           | TNT               | Distribuido por Warner Bros. Television; Coproducción con TNT                                                                                                   |
| 32 | Minority Report                         | 2015           | Fox               | Coproducción con Paramount Television Studios y 20th Century Fox Television                                                                                     |
| 33 | American Gothic                         | 2016           | CBS               | Coproducción con CBS Television Studios, Full Fathom Five y Hyla Regilla Productions                                                                            |
| 34 | Bull                                    | 2016–2019      | CBS               | Coproducción con CBS Television Studios |
| 35 | Five Came Back                          | 2017           | Netflix           | |
| 36 | Reverie                                 | 2018           | NBC               | Coproducción con Universal Television |
| 37 | All About the Washingtons               | 2018           | Netflix           | Coproducción entre ABC Signature Studios |
| 38 | The Haunting                            | 2018–2020      | Netflix           | Coproducción con FlanaganFilm, Intrepid Pictures y Paramount Television Studios                                                                                 |
| 39 | Why We Hate                             | 2019           | Discovery         | Coproducción com Jigsaw Productions |
| 40 | Tommy                                   | 2020           | CBS               | Coproducción con Atelier Paul Attanasio y CBS Television Studios                                                                                                |
| 41 | Natalie Wood: What Remains Behind       | 2020           | HBO               | Coproducción con HBO Documentary Films |
| 42 | Laurel Canyon                           | 2020           | Epix              | Coproducción con Jigsaw Productions, The Kennedy/Marshall Company, Warner Music Group y MGM Television                                                          |
| 43 | Brave New World                         | 2020           | Peacock           | Coproducción con Universal Content Productions |
| 44 | La vida en nuestro planeta              | 2023           | Netflix           | Coproducción con Silverback Films |

## Especiales de televisión
| Fecha de lanzamiento    | Título                     | Canal original | Notas                                      |
| ----------------------- | -------------------------- | -------------- | ------------------------------------------ |
| 18 de diciembre de 1991 | A Wish for Wings That Work | CBS            | Coproducción con Universal Cartoon Studios |

## Películas para televisión
| Fecha de lanzamiento     | Título                                                    | Canal original     | Notas                                                                                    |
| ------------------------ | --------------------------------------------------------- | ------------------ | ---------------------------------------------------------------------------------------- |
| 24 de agosto de 1992     | The Water Engine                                          | TNT                | Coproducción con Brandman Productions, Majestic Films International y Planet Productions |
| 26 de diciembre de 1993  | Cooperstown                                               | TNT                | coproducción con Brandman Productions                                                    |
| 12 de abril de 1993      | Class of '61                                              | ABC                | Coproducción con Universal Television                                                    |
| 23 de agosto de 1993     | Arthur Miller's The American Clock                        | TNT                | Coproduction with Brandman Productions                                                   |
| 7 de septiembre de 1993  | Percy & Thunder                                           | TNT                | Coproducción con Brandman Productions                                                    |
| 15 de octubre de 1994    | Young Indiana Jones and the Hollywood Follies             | The Family Channel | Coproducción con Lucasfilm y Paramount Television                                        |
| 15 de enero de 1995      | Young Indiana Jones and the Treasure of the Peacock's Eye | The Family Channel | Coproducción con Lucasfilm                                                               |
| 15 de octubre de 1995    | Young Indiana Jones and the Attack of the Hawkmen         | The Family Channel | Coproducción con Lucasfilm                                                               |
| 16 de junio de 1996      | Young Indiana Jones: Travels with Father                  | The Family Channel | Coproducción con Lucasfilm                                                               |
| 21 de septiembre de 2016 | All the Way                                               | HBO                | Coproducción con HBO Films, Moon Shot Entertainment y Tale Told Productions              |